# 마리나 레디니나

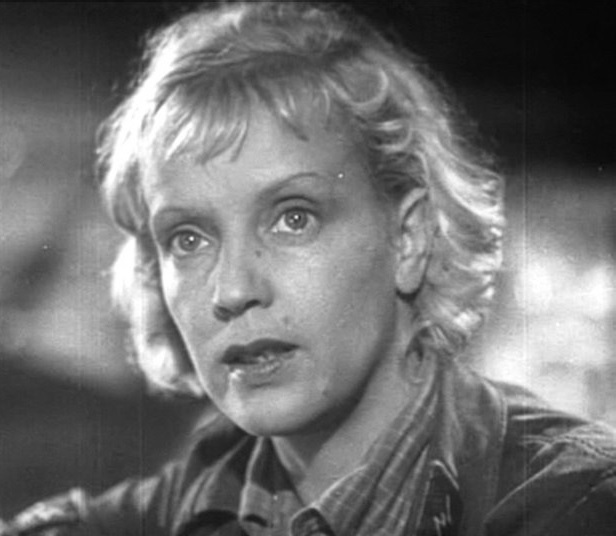

마리나 레디니나(Marina Ladynina, 1908년 6월 11일 ~ 2003년 3월 10일)는 러시아 제국의 배우, 영화배우이다.
모스크바에서 사망하였다. 노보데비치 묘지에 매장되었다.

## 영화
- 쿠반의 코사크 (1949년)
- 식스 어클락 인 더 이브닝 애프터 더 워 (1945년)
- 스와인허드 앤 셰퍼드 (1941년)
- 트랙터 드라이버 (1939년)
- 더 리치 브라이드 (1938년)